# Usť-Ordynskij
Usť-Ordynskij (rusky Усть-Ордынский) je sídlo v Rusku v Irkutské oblasti. Město bylo správním střediskem Usťordynskoburjatského autonomního okruhu do jeho zrušení k 1.1.2008. Leží na řece Kuda (přítoku Angary) 62 km severovýchodně od Irkutska. Podle posledního sčítání lidu z roku 2006 zde žije 12 900 obyvatel. Usť-Ordynskij měl v letech 1941 až 1992 status sídla městského typu. V současnosti (2014) jde o vesnici, přesněji sídlo, rusky посёлок (posjolok). Průmysl je zde potravinářský a dřevařský.